# Aglia impulverea
Aglia impulverea är en fjärilsart som beskrevs av Nitsche. 1910. Aglia impulverea ingår i släktet Aglia och familjen påfågelsspinnare. Inga underarter finns listade i Catalogue of Life.